# Nilotski jezici
Nilotski jezici, jezici nilotskih naroda rašireni na prostoru Sudana, Kenije, Tanzanije i Ugande. Čine jednu od glavnih grana istočnosudanskih jezika koji su dio nilsko-saharske porodice. 
Dijele se na nekoliko užih skupina i podskupina, to su:
a. istočnonilotski jezici, sa (16) jezika, i dalje se dijele na bari (3) i lotuxo-teso (13);
b. južnonilotski jezici sa (16) jezika, i dva uža segmenta kalenjin (14) i tatoga (2).; i
c. zapadnonilotski jezici, sa  (31) jezik: dinka-nuer (7); i Luo jezici (24) jezika.

## Vanjske poveznice
- Ethnologue (15)[neaktivna poveznica]
- Ethnologue (14)[neaktivna poveznica]